# Nullosetigera mutica
Nullosetigera mutica is een eenoogkreeftjessoort uit de familie van de Nullosetigeridae. De wetenschappelijke naam van de soort werd in 1907 voor het eerst geldig gepubliceerd door Georg Ossian Sars.